# Guarayos
Guarayos ist der Name einer Gruppe von Volksstämmen, die im Tiefland des heutigen Bolivien beheimatet sind.
Die Guarayos gehören zur Sprachfamilie der Tupí-Guaraní und siedeln heute vorwiegend in der heutigen Provinz Guarayos im Nordwesten des Departamento Santa Cruz. Man nimmt an, dass sie seit dem 16. Jahrhundert im Umkreis der Flüsse Río Blanco und Río San Miguel gesiedelt haben. Im 19. Jahrhundert wurden die Guarayos in Franziskanersiedlungen gesammelt, und gegen Ende der 1870er existierten insgesamt vier Missionsdörfer: Yotaú, Ascención de Guarayos, Urubichá und Yaguarú.